# Сепаратистський фемінізм
Феміністичний сепаратизм — теорія, за з якою феміністична опозиція патріархату може бути досягнута через відокремлення жінок від чоловіків. Велика частина теорії фемсепаратності базується на лесбійському фемінізмі.
Лесбійська феміністка Мерилін Фрай описує феміністичний сепаратизм як «відокремлення різного роду або способу від чоловіків, а також від інституцій, відносин, ролей і видів діяльності, які визначаються чоловіками, в яких домінують чоловіки і які діють на користь чоловіків і для підтримки чоловічих привілеїв, причому це відокремлення ініціюється або підтримується, за бажанням, жінками».

## Фон
Культурна критикиня Еліс Еколс описує появу лесбійського сепаратистського руху як відповідь на гомофобні настрої, висловлені феміністичними організаціями, такими як Національна організація жінок. Еколс стверджує, що «…запровадження (гомо)сексу занепокоїло багатьох гетеросексуальних феміністок, які знайшли в жіночому русі довгоочікуваний перепочинок від сексуальності». Еколс розглядала сепаратизм як лесбійську стратегію, спрямовану на те, щоб відв'язати лесбійство від сексу, аби гетеросексуальні жінки у феміністичному русі почувалися комфортніше.
«Осередок 16», заснований у 1968 році Роксаною Данбар, називають першою організацією, яка висунула концепцію сепаратистського фемінізму. Історикиня культури Еліс Еколс вважає, що робота «Осередку 16» «допомогла створити теоретичну основу для лесбійського сепаратизму». Еколс наводить Осередок 16 як приклад гетеросексуального феміністичного сепаратизму, оскільки група ніколи не пропагувала лесбійство як політичну стратегію.
У журналі No More Fun and Games, радикальному феміністичному періодичному виданні організації, членкині Роксанна Данбар і Ліза Леггорн радили жінкам «відокремитися від чоловіків, які свідомо не працюють для звільнення жінок». Натомість вони радили періоди целібату, а не лесбійські стосунки, які вони вважали «не чим іншим, як особистим рішенням».

## Сенс і мета
Прихильниці феміністичного сепаратизму мають різні думки щодо значення феміністичного та лесбійського сепаратизму; основні дебати стосуються того, до якої міри жінки мають відокремлюватися від чоловіків, чи є це суворою ідеологією або стратегією, а також того, як це працює на користь жінок.

### Загальний феміністичний сепаратизм
У трактаті про соціалістичний фемінізм, опублікованому в 1972 році, відділення Чиказького жіночого союзу визволення в Гайд-парку розрізнило сепаратизм як «ідеологічну позицію» і як «тактичну позицію». У цьому ж документі вони далі розрізняли сепаратизм як «особисту практику» і як «політичну позицію».
В есеї лесбійської феміністки Мерилін Фрай «Нотатки про сепаратизм і владу» (1978) вона розглядає жіночий сепаратизм як стратегію, яку в певний момент практикують усі жінки і яка присутня в багатьох феміністичних проєктах (можна згадати жіночі прихистки, виборчі квоти або програми жіночих досліджень). Вона стверджує, що лише тоді, коли жінки практикують його свідомо як відокремлення від чоловіків, він викликає опір. З іншого боку, чоловічий сепаратизм (джентльменські клуби, профспілки, спортивні команди, армія, посади, пов'язані з прийняттям рішень) вважається цілком нормальним, навіть доцільним явищем, хоча він здебільшого не практикується свідомо.
За деякими феміністками-сепаратистками, чоловіки не можуть зробити позитивний внесок у феміністичний рух і що навіть чоловіки з добрими намірами відтворюють динаміку патріархату.

### Лесбійський сепаратизм
Шарлотта Банч, рання учасниця The Furies Collective, розглядала сепаратизм як стратегію, період «першого кроку» або тимчасового відходу від основної діяльності для досягнення конкретних цілей або для особистісного зростання.
На додаток до захисту відмови від робочих, особистих або випадкових стосунків з чоловіками, The Furies рекомендували, щоб лесбійські сепаратистки спілкувалися «тільки (з) жінками, які розірвали свої зв'язки з чоловічими привілеями», і припускали, що «поки жінки все ще отримують вигоду від гетеросексуальності, отримують її привілеї та безпеку, їм колись доведеться зрадити своїх сестер, особливо сестер-лесбійок, які не отримують цих переваг». Це було частиною ширшої ідеї, яку Банч сформулювала у своїй книзі «Вчимося з лесбійського сепаратизму» (1976), що «в суспільстві, де панує перевага чоловіків, гетеросексуальність є політичним інститутом», а практика сепаратизму — це спосіб уникнути його панування.
Сепаратизм розглядався лесбійками і як тимчасова стратегія, і як практика на все життя. Лауреатка премії «Лямбда» письменниця Елана Дайкевомон обрала сепаратизм як практику свого життя.
У своїй книзі «Лесбійська етика: на шляху до нової цінності» 1988 року лесбійська філософиня Сара Люсія Гоуґленд натякає на потенціал лесбійського сепаратизму заохочувати лесбійок розвивати здорову громадську етику, засновану на спільних цінностях. Гоуґленд формулює різницю (спочатку зазначену лесбійською сепаратистською авторкою та антологійкою Джулією Пенелопою) між лесбійською субкультурою та лесбійською спільнотою; приналежність до субкультури «визначається в негативних термінах зовнішньою, ворожою культурою», а приналежність до спільноти базується на «цінностях, які, на нашу думку, ми можемо реалізувати тут». Бетт Таллен вважає, що лесбійський сепаратизм, на відміну від деяких інших сепаратистських рухів, «йдеться не про створення незалежної держави, а про розвиток автономної самоідентичності та створення сильної єдиної лесбійської спільноти». Лесбійська історикиня Ліліан Фадерман описує сепаратистські імпульси лесбійського фемінізму, який створив культуру та культурні артефакти, як «надання любові між жінками більшої видимості» в ширшій культурі. Фадерман також вважає, що феміністки-лесбійки, які створювали сепаратистські інституції, робили це, щоб «привнести свої ідеали щодо цілісності, виховання нужденних, самовизначення та рівності праці та винагород у всі аспекти інституційної побудови та економіки».

## Лесбійський сепаратизм і радикальне лесбійство
Сепаратистське лесбійство — тип феміністичного сепаратизму, характерний для лесбійок. Багато лесбійок-сепаратисток купили землю, щоб жити окремо від чоловіків і гетеросексуальних жінок.
Радикальне лесбійство та інші подібні рухи являють собою розрив з ширшим феміністичним рухом. Вони є спробою деяких феміністок і лесбійок примирити те, що вони вважають внутрішніми конфліктами, із заявленими цілями фемінізму. Це призводить до того, що немає єдиної історії радикального лесбійства, а є окремі національні боротьби.
На міжнародному рівні радикальні лесбійки часто користувалися конвергентними міжнародними просторами, щоб створювати власні заходи, щоб підвищити видимість лесбійства. Приклади цього включають лесбійський марш у Нью-Йорку 1994 року на 25-ту річницю Стоунволла. Іншим прикладом стала Всесвітня конференція жінок у Пекіні 1995 року. Третій приклад був під час Гей-ігор 1997 року в Амстердамі.
У США рух розпочався в 1970 році, коли 7 жінок (включно з лесбійською активісткою Дель Мартін) виступили перед Північною конференцією гомофільних організацій щодо актуальності руху за права геїв для жінок, що входять до нього. Делегатки прийняли резолюцію на користь звільнення жінок, але Дель Мартін відчула, що вони зробили недостатньо, і написала «Якщо це все, що є», впливове есе 1970 року, в якому засудила організації, що захищають права геїв, як сексистські. У 1971 році Фурії створили комуну, відкриту лише для лесбійок, де випускали щомісячну газету «Фурії». Фурії складалися з 12 жінок віком від 18 до 28 років, усі феміністки, усі лесбійки, усі білі, з трьома дітьми серед них. Ця діяльність тривала на початку десятиліття. Інші добре відомі лесбійські сепаратистські групи включають The Gutter Dykes, The Gorgons і The Radicallesbians.
У контексті США практика лесбійського сепаратизму іноді включає концепції, пов'язані з квір-націоналізмом і політичним лесбійством. Деякі жінки, які вважають себе лесбійськими сепаратистками, також пов'язані з практикою діанічного язичництва.
У франкомовних країнах замість лесбійського сепаратизму використовується термін радикальний лесбійський рух. Це приблизно аналогічно англомовному лесбійському сепаратизму. Натхненний працями філософині Монік Віттіг, цей рух виник у Франції на початку 1980-х і незабаром поширився на канадійську провінцію Квебек. Віттіг, посилаючись на ідеї Сімони де Бовуар, кидає виклик концепціям біологічного детермінізму, стверджуючи, що ті, хто мають владу, створюють статеві та расові відмінності з метою маскування конфлікту інтересів і підтримки панування. Вона та її союзниці вважали гетеросоціальність, а також гетеросексуальність, аспектами гетеро-влади, яким варто чинити сильний опір.
Латиноамериканське радикальне лесбійство розвивався протягом 1970-х і, як і інші частини руху, було результатом специфічних національних умов. Радикальне лесбійство почало розвиватися в Мексиці в 1977 році на чолі з групою Mujeres guerreras que abren caminos y esparcen flores (Oikabeth). Радикальне лесбійство виникло в Чилі в 1984 році у відповідь на національні умови, що склалися в результаті диктатури. У Коста-Ріці радикальний лесбійський рух виник у 1986 році. У 1980-х і 1990-х життя лесбійок у Латинській Америці було складним через лесбофобні репресії в усьому регіоні. Як наслідок, спільноти в Мексиці, Коста-Ріці, Пуерто-Ріко, Аргентині та Бразилії почали тісніше співпрацювати задля досягнення спільних цілей.

## Культура і громада
Лесбійський та феміністичний сепаратизм надихнув на створення мистецтва та культури, що відображають бачення жіночо-центрованих суспільств. Важливим і тривалим аспектом лесбійського сепаратизму була побудова альтернативної спільноти через «створення організацій, інституцій та соціальних просторів… жіночі книгарні, ресторани, видавничі колективи та софтбольні ліги сприяли процвітанню лесбійської культури».

### Письменництво
Під час другої хвилі фемінізму жінки створили мережу публікацій, преси, журналів і періодичних видань, відомих як рух «Жінки в пресі». Дехто позначали свої періодичні видання та книги «тільки для жінок» або «тільки для лесбійок».

#### Нон-фікшн
«Тільки для лесбійок: Сепаратистська антологія» (Onlywomen Press, 1988) за редакцією Джулії Пенелопи та Сари Люсії Гогланд — це збірка праць про лесбійський сепаратизм.

#### Періодичні видання
Серед відомих американських лесбійських сепаратистських періодичних видань — «Common Lives / Lesbian Lives» (Айова, 1980—1996), «Lesbian Connection» (Мічиган, 1974 — дотепер), «Sinister Wisdom» (Каліфорнія, 1976 — дотепер), «Lesbian Tide» (Каліфорнія, 1971—1980), «WomanSpirit» (Орегон, 1974—1984), «Conditions» (Нью-Йорк, 1976—1990) та «Azalea: Журнал лесбійок з країн третього світу» (Нью-Йорк, 1971—1980).
Іншими прикладами є лондонський лесбійський журнал Gossip: Gossip: A Journal of Lesbian Feminist Ethics, Lesbian Feminist Circle, журнал лише для лесбійок, колективно виданий у Веллінгтоні, Нова Зеландія, австралійське періодичне видання Sage: The Separatist Age, Amazones d'Hier, Lesbiennes d'Aujourd'hui, що випускається лише для лесбійок у Монреалі, Квебек, і Killer Dyke, журналу Flippies (феміністська лесбійська міжгалактична партія), що базується в Чикаго. The Furies була американською газетою The Furies Collective, яка мала на меті висловити лесбійський сепаратизм і виходила з січня 1972 року до середини 1973 року.

### Музика
Початок 1970-х був активним періодом у жіночій музиці, жанрі, який здебільшого виник і підтримувався лесбійськими сепаратистками. Двома ранніми прикладами цього явища були «Злий Аттіс» Максін Фельдман і «Лаванова Джейн любить жінок» Алікс Добкін.
Мічиганський жіночий музичний фестиваль, або «Мічфест», був щорічним музичним фестивалем, який проходив щоліта до 2015 року. Мічфест був заснований у 1976 році і був активним прихильником необхідності відокремлення жінок від «чоловічої політики, інституцій та культури». Мічфест пропонував жінкам не лише можливість «жити» фемінізмом, але, як свідчать наведені вище цитати, також виступав як спосіб просвітити жінок щодо феміністичних форм у спосіб, який може кинути виклик очорненню «радикального лесбійського сепаратизму».
Olivia Records був сепаратистським бізнесом у Лос-Анджелесі, який випускав жіночу музику та організовував концерти. Olivia Records була заснована в 1973 році Дженніфер Вудгул, Лі Швінг, Джіні Берсон та Гелейн Гарріс і спочатку розташовувалася у Вашингтоні, округ Колумбія. Olivia Records продала майже 2 мільйони копій альбомів з жінками-виконавицями та артистками, які продавалися жінкам. Зрештою звукозаписна компанія переключилася з музики на подорожі, і тепер це компанія лесбійських подорожей під назвою Olivia.

### Громадські проєкти
Поняття «жіноча земля» використовували в Америці для опису спільнот лесбійських сепаратисток, які зазвичай живуть на окремій ділянці землі. Деякі лесбійські спільноти практикують ідею екофемінізму на цих окремих ділянках, що є зв'язком між утиском жінок і плюндрування природи чоловіками. Доступ до тимчасово вільної землі часто знаходили через жіночі музичні фестивалі, де лесбійки спілкувалися та спільно планували щодо лесбійської землі. Лесбійський сепаратизм надав можливості «прожити своє життя окремо від… основного суспільства», і в 1970-х «значна кількість лесбійок-феміністок переїхала до сільських громад». Одна з цих лесбійок, Джойс Чейні, брала інтерв'ю у сільських сепаратисток-феміністок і сепаратисток-лесбійок, які живуть у ідейних громадах, земельних трестах і земельних кооперативах. Результатом стала її книга «Лесбійська земля» (Lesbian Land) (1976). Чейні описує причину переїзду багатьох із цих сепаратисток на землю лесбійок як «просторову стратегію дистанціювання… від основного суспільства».

## Чорний фемінізм
У опублікованій у 1982 році розмові про чорний фемінізм і лесбійську активність зі своєю сестрою Беверлі Сміт Барбара Сміт, співавторка Колективної заяви Combahee River, висловлює занепокоєння тим, що «в тій мірі, в якій кольорові лесбійки повинні боротися одночасно проти расизму білих жінок (як проти сексизму), сепаратизм перешкоджає створенню союзів із кольоровими людьми». Сміт пише, що раса ставить кольорових лесбійок в інше ставлення до чоловіків, ніж білих лесбійок, оскільки «білі жінки з класовими привілеями не поділяють утиск із білими чоловіками. Вони перебувають у критичному та антагоністичному становищі, тоді як чорношкірі та інші кольорові жінки неодмінно діляться ситуаціями утиску з людьми своєї раси». Сміт розрізняє теорію та практику сепаратизму, стверджуючи, що саме те, як сепаратизм практикувався, призвело до «ізольованого, одностороннього розуміння та практики політики, яка ігнорує цілий ряд утисків, яких зазнають жінки».
Лесбійська поетеса Джуель Гомес у своєму есе «З минулого» згадує про свою переплетену історію з чорношкірими чоловіками та гетеросексуальними жінками і пояснює, що «відірватися від тих, хто був частиною нашого виживання, — це стрибок, який багато кольорових жінок ніколи не змогли б зробити».